# Diocesi di Baguio
La diocesi di Baguio (in latino Dioecesis Baghiopolitana) è una sede della Chiesa cattolica nelle Filippine suffraganea dell'arcidiocesi di Nueva Segovia. Nel 2022 contava 594.000 battezzati su 818.000 abitanti. È retta dal vescovo Rafael Tambao-An Cruz.

## Territorio
La diocesi comprende la provincia filippina di Benguet sull'isola di Luzon.
Sede vescovile è la città di Baguio, dove si trova la cattedrale della Madonna della Riconciliazione (Cathedral of Our Lady of Atonement).
Il territorio si estende su 2.827 km² ed è suddiviso in 33 parrocchie.

## Storia
La prefettura apostolica di Mountain Provinces fu eretta il 15 luglio 1932 con il decreto Quo facilius della Sacra Congregazione Concistoriale, ricavandone il territorio dalla diocesi di Nueva Segovia (oggi arcidiocesi).
Il 10 giugno 1948 con la bolla Quo inter infideles di papa Pio XII la prefettura apostolica fu elevata a vicariato apostolico e assunse il nome di vicariato apostolico di Mountain Provinces o Montagnosa.
Il 6 luglio 1992 cedette porzioni del suo territorio a vantaggio dell'erezione dei vicariati apostolici di Bontoc-Lagawe e di Tabuk e contestualmente assunse il nome di vicariato apostolico di Baguio.
Il 24 giugno 2004 il vicariato apostolico è stato elevato a diocesi con la bolla Diligenter adlaborare di papa Giovanni Paolo II.

## Cronotassi dei vescovi
Si omettono i periodi di sede vacante non superiori ai 2 anni o non storicamente accertati.
- Jozef Billiet, C.I.C.M. † (15 novembre 1935 - 1947 dimesso)
- William Brasseur, C.I.C.M. † (10 giugno 1948 - 7 novembre 1981 ritirato)
- Emiliano Kulhi Madangeng † (7 novembre 1981 succeduto - 18 dicembre 1987 dimesso)
- Ernesto Antolin Salgado (18 dicembre 1987 succeduto - 7 dicembre 2000 nominato vescovo di Laoag)
- Carlito Joaquin Cenzon, C.I.C.M. † (25 gennaio 2002 - 1º ottobre 2016 ritirato)
- Victor Barnuevo Bendico (1º ottobre 2016 - 3 marzo 2023 nominato arcivescovo di Capiz)
- Rafael Tambao-An Cruz, dal 20 giugno 2024

## Statistiche
La diocesi nel 2022 su una popolazione di 818.000 persone contava 594.000 battezzati, corrispondenti al 72,6% del totale.
| anno | popolazione | popolazione | popolazione | presbiteri | presbiteri | presbiteri | presbiteri                | diaconi | religiosi | religiosi | parrocchie |
| anno | battezzati  | totale      | %           | numero     | secolari   | regolari   | battezzati per presbitero | diaconi | uomini    | donne     | parrocchie |
| ---- | ----------- | ----------- | ----------- | ---------- | ---------- | ---------- | ------------------------- | ------- | --------- | --------- | ---------- |
| 1950 | 99.229      | 290.687     | 34,1        | 52         | 1          | 51         | 1.908                     |         | 9         | 177       | 26         |
| 1970 | 289.400     | 512.600     | 56,5        | 80         | 1          | 79         | 3.617                     |         | 81        | 319       |            |
| 1980 | 438.000     | 749.865     | 58,4        | 95         | 28         | 67         | 4.610                     |         | 220       | 297       |            |
| 1990 | 545.758     | 930.510     | 58,7        | 82         | 35         | 47         | 6.655                     |         | 141       | 286       | 46         |
| 1999 | 509.766     | 778.897     | 65,4        | 63         | 30         | 33         | 8.091                     |         | 153       | 222       | 21         |
| 2000 | 517.739     | 789.454     | 65,6        | 61         | 34         | 27         | 8.487                     |         | 133       | 258       | 22         |
| 2001 | 349.581     | 582.515     | 60,0        | 57         | 35         | 22         | 6.133                     |         | 84        | 267       | 22         |
| 2002 | 387.342     | 595.912     | 65,0        | 56         | 36         | 20         | 6.916                     |         | 147       | 98        | 22         |
| 2003 | 385.627     | 582.515     | 66,2        | 41         | 38         | 3          | 9.405                     |         | 47        | 103       | 23         |
| 2004 | 398.810     | 594.704     | 67,1        | 43         | 39         | 4          | 9.274                     |         | 105       | 105       | 24         |
| 2006 | 416.000     | 621.000     | 67,0        | 40         | 33         | 7          | 10.400                    |         | 107       | 45        | 26         |
| 2012 | 509.242     | 701.000     | 72,6        | 69         | 42         | 27         | 7.380                     |         | 117       | 147       | 26         |
| 2015 | 537.000     | 740.000     | 72,6        | 84         | 41         | 43         | 6.392                     |         | 170       | 146       | 29         |
| 2018 | 563.890     | 776.640     | 72,6        | 79         | 44         | 35         | 7.137                     |         | 129       | 193       | 30         |
| 2020 | 578.500     | 796.760     | 72,6        | 72         | 46         | 26         | 8.034                     |         | 90        | 146       | 31         |
| 2022 | 594.000     | 818.000     | 72,6        | 81         | 51         | 30         | 7.333                     |         | 104       | 33        |            |